# Тресоруковское сельское поселение
Тресоруковское сельское поселение — муниципальное образование в Лискинском районе Воронежской области.
Административный центр — село Тресоруково.

## Население
| 2010  | 2012  | 2013  | 2014  | 2015  | 2016  | 2017  |
| ----- | ----- | ----- | ----- | ----- | ----- | ----- |
| 3405  | ↘3306 | ↘3217 | ↘3150 | ↘3090 | ↘3067 | ↘3021 |
| 2018  |       |       |       |       |       |       |
| ↘3002 |       |       |       |       |       |       |

## Населённые пункты
В состав поселения входят 4 населённых пункта:
1. село Тресоруково
2. село Добрино
3. село Нижнемарьино
4. село Рождествено